# Claude Viano
Claude Viano ist ein ehemaliger monegassischer Radrennfahrer.

## Sportliche Laufbahn
Viano war im Straßenradsport aktiv. 1956 gewann er die Straßenmeisterschaft Monacos als Unabhängiger.
1959 startete er in der Internationalen Friedensfahrt, in der zu dieser Zeit auch Unabhängige zugelassen waren. Er belegte den 57. Gesamtrang in der Rundfahrt.